# دفتر خاطرات روزانه الن
دفتر خاطرات روزانه الن (ارمنی: Էլենի Օրագիրը) یک مجموعه تلویزیونی درام نوجوانانه ارمنستانی می‌باشد. این مجموعه از روز ۱۸ سپتامبر ۲۰۱۷ به صورت روزانه در ساعت ۹ شب از شبکه شانت تی‌پی شروع به پخش نمود بیشتر داستان این مجموعه در ایروان اتفاق می‌افتد.

## بازیگران و نقش‌هایشان
- اینا خوجامیریان[الف] در نقش الن ماتئوسیان[ب][۱]
- مارینکا خاچاتریان در نقش سارا ماکاریان[پ]
- سیسیان سپاهانیان[ت] در نقش لوون تر-گریگوریان[ث]
- داویت آقاجانیان در نقش آرام[ج][۲]
- ماریام آدامیان[چ] در نقش لیزا[ح]
- ادگار ایگیتیان[خ] در نقش ماکس تر-گریگوریان[د]
- ماری یرمیان[ذ] در نقش بانو سونا[ر]
- نلی خرانیان[ز] در نقش ماری آرسنووا[ژ]
- داویت هاکوبیان[س] در نقش گورگن[ش]
- هوواک گالویان در نقش آرتو ماکسیموویچ[ص]
- ماریانا مخیتاریان

## عوامل تولید
- ناره گئورگیان - خواننده تیتراژ ابتدایی

## یادداشت
1. ↑  Inna Khojamiryan
2. ↑  Ellen
3. ↑  Sara
4. ↑  Sisian Sephanyan
5. ↑  Levon
6. ↑  Aram
7. ↑  Mariam Adamyan
8. ↑  Lisa
9. ↑  Edgar Igityan
10. ↑  Max
11. ↑  Mary Yeremyan
12. ↑  Miss Sona
13. ↑  Nelly Kheranyan
14. ↑  Marie Arsenovna
15. ↑  Davit Hakobyan
16. ↑  Gurgen
17. ↑  Arto Maximovich